# Systaspes
Systaspes là một chi bướm ngày thuộc họ Bướm nâu.